# Уайоминг
Уайоминг (на английски: Wyoming) е най-слабонаселеният щат в САЩ със столица Шейен. Населението на щата е 586 107 души (2015).

## Ловецът на бизони
Щом снегът по пътищата, които водят към Националния парк „Йелоустоун“, се стопи, в тихото градче Коуди се появяват туристите. Посетителите правят покупки в магазините Уестърн Сторс в стария Даунтаун (историческия център на града), резервират места за рафтинг екскурзии и се записват на уроци по езда. Някои от тях знаят, че името на селището се дължи на Уилям Фредерик Коуди, прочул се с псевдонима Бъфало Бил (Бил Бизона). Известният стрелец се ражда през 1846 г. в окръг Скот на щата Айова. На 14-годишна възраст започва работа като ездач-пощальон в новооснованата пощенска служба Пони Експрес. По време на Гражданската война служи като съгледвач в армията на Съюза, после става доставчик на месо за железопътно дружество Канзас Пасифик. Хвали се, че за да снабди с месо работниците, които строят железницата, е убил 4000 бизона само за 18 месеца. Именно с това си спечелва и прозвището Бъфало Бил. По време на войните с индианците между 1868 и 1872 г. отново служи като съгледвач в американската армия. Получава офицерско кавалерийско звание през 1876 г., когато американците се сражават срещу сиуксите.
По-късно Бъфало Бил става звезда в спектакли за индианци и сценки за Дивия запад, като обикновено играе собствения си образ. От 1883 г. в продължение на 20 години шоуто Дивият запад на Бъфало Бил забавлява САЩ и Европа. Други звезди в програмата са вождът на червенокожите Седящия бик, Габриел Дюмон, генерал-адютант във временното правителство на канадските метиси, и Ани Оукли, изключителна жена-стрелец. През 1901 г. Бъфало Бил отваря школа по езда в имението си в Уайоминг. Умира през 1917 г.
Историческият център „Бъфало Бил“ в град Коуди се смята за най-интересния музей в Уайоминг. Тук са събрани реликви, останали от легендарния герой на Дивия запад, картини и скулптури на изпълнителите на главните роли в уестърните, голяма колекция от огнестрелни оръжия на американците и индиански оръжия, както и предмети и дрехи от ежедневието от епохата на Бъфало Бил.

## География
Уайоминг граничи с Монтана на север, с Южна Дакота и Небраска на изток, с Колорадо на юг, на югозапад с Юта, а на запад с Айдахо.
- Най-висок връх: Ганет – 4207 m
- Най-ниска точка: долината на река Бел Фурш – 953 m

Най-плодородните почви на Уайоминг се намират на територията на Големите равнини, които заемат източната част на щата. Пейзажът напомня на Предалпите, а най-високите върхове достигат височина от около 2000 m

## Градове
- Грийн Ривър
- Джилет
- Еванстън
- Каспър
- Коуди
- Рок Спрингс
- Шейен

## Окръзи
Уайоминг се състои от 23 окръга:
- Биг Хорн
- Гоушън
- Джонсън
- Карбън
- Кембъл
- Крук
- Кънвърс
- Ларами
- Линкълн
- Натрона
- Ниобрара
- Олбани
- Парк
- Плат
- Суитуотър
- Съблет
- Титон
- Уестън
- Уошаки
- Фримонт
- Хот Спрингс
- Шеридан
- Юинта

## Транспорт и пътища
През Уайоминг минава Междущатска магистрала 80.

## Интересни факти
1. Оригиналният художник Джаксън Полак (1912 – 1956) е роден в Коуди. Полак е представител на абстрактния експресионизъм и се смята за един от основоположниците на стила екшън пейнтинг
2. В североизточната част на щата се намира Девилс тауър (Дяволската кула) с височина 386 m. В началото на колониалната епоха този монолит с вулканичен произход е служил за наблюдателница. Днес е обявен за природен паметник.
3. Южно от Националния парк „Йелоустоун“ се намира Националният парк Гранд Тетън. Тук туристите могат да се насладят на великолепни гледки от планината Сигнал, да направят преход около езерото Джаксън и да съзерцават водопада Хидън Фолс
4. Най-големият град и столица на щата е Шайен, чието население наброява 56 000 души. Основната архитектурна забележителност на града е Капитолият на щата, над който се извисява златен купол в неокласически стил.